# Арнис (город)
Арнис (нем. Arnis) — город в Германии, в земле Шлезвиг-Гольштейн, самый маленький по населению город Германии.
Входит в состав района Шлезвиг-Фленсбург. Подчиняется управлению Каппельн-Ланд. Население составляет 283 человека (на 31 декабря 2010 года). Занимает площадь 0,45 км². Официальный код — 01 0 59 002.

## Фотографии

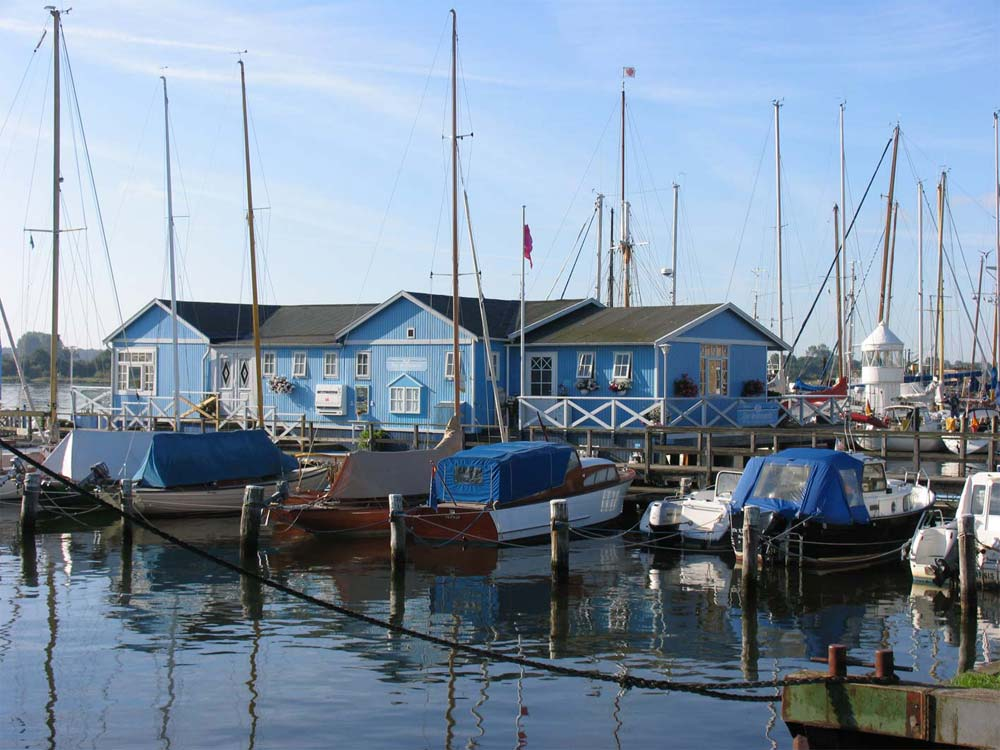
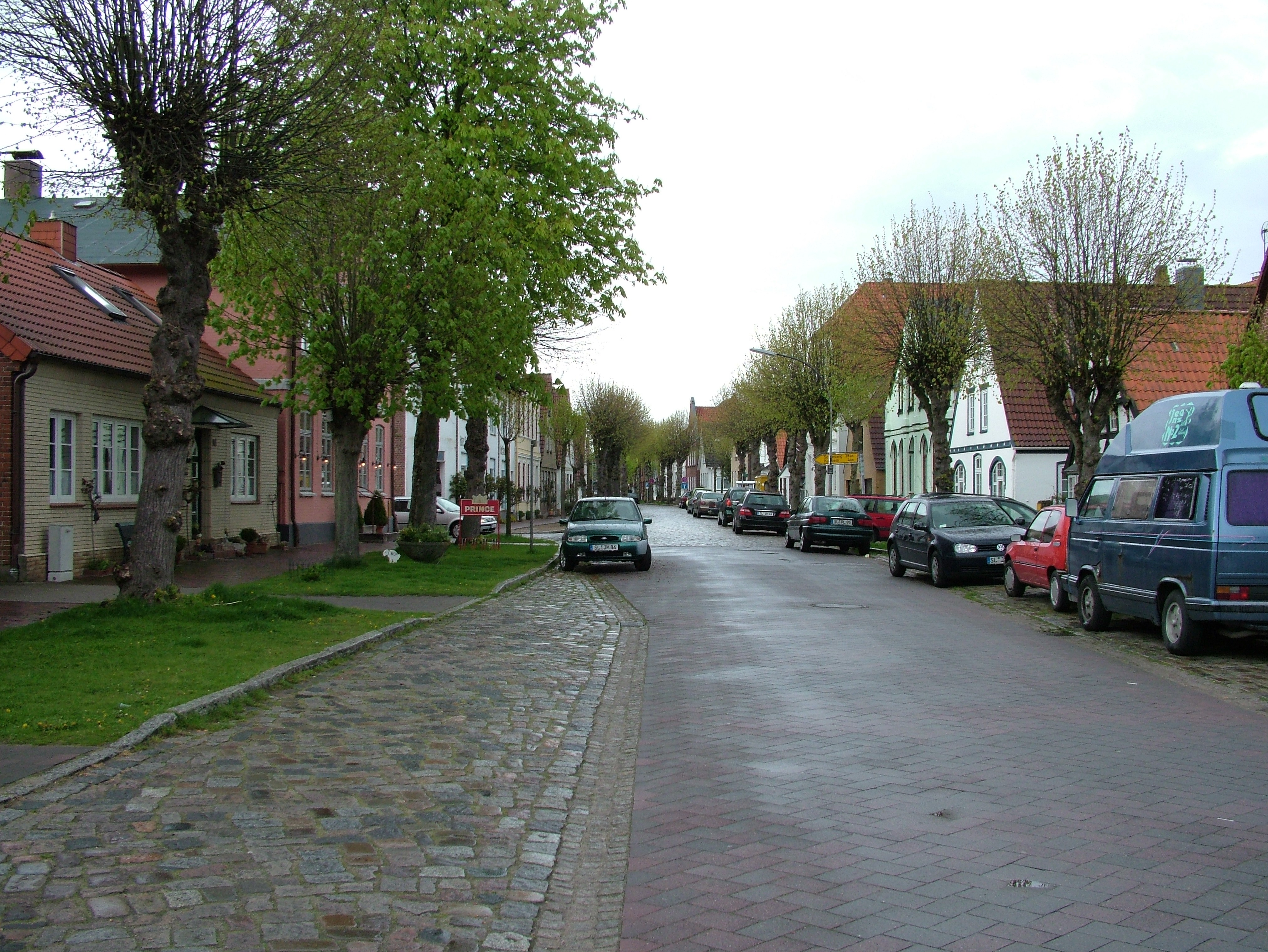